# Castelnau (pueblo)
El concepto de castelnau (del occitano castel nòu, del latín castellum novum: castillo nuevo) hacer referencia a la fundación medieval de un pueblo o ciudad cerca de una fortaleza o castillo. En Francia son numerosas las localidades con esta denominación de castelnau.

## Variantes lingüísticas
El plural se forma según la lengua de origen: castelnaus. Algunos autores integran el léxico especializado del francés adoptando el plural normativo les castelnaux.
En toponimia, a veces encontramos la cacografía Castelnaud. Parte de los Châteauneuf franceses son antiguos Castelnau adaptados a la lengua y, por lo tanto, se encuentran en el dominio del occitano. El catalán usa el término castellnou mientras que el bearnés usa castètnau y el gascón castèth nau.
El equivalente francés es «chateauneuf»; sin embargo, al norte del domaine d'oïl son más comunes las formas neuchâtel, neufchâtel y neufchâteau, aunque se encuentra un Châteauneuf en Ille-et-Vilaine y otro en Borgoña (Châteauneuf-en-Auxois), o incluso en el Berry (Châteauneuf-sur-Cher).

## Histórico
A finales de la Alta Edad Media, se fundaron pueblos que aún constituyen la parte principal del actual tejido rural francés. Entre los siglos XI y XII, son dos, fundamentalmente, los tipos de estructuras que favorecen el repoblamiento de los lugares: las militares, como los castillos y las religiosas, como las iglesias o los monasterios.
Durante este período de dos siglos, consta en la documentación de los archivos franceses, una abundancia terminológica de "castra", "castet", "forts", "castelnaux", descritos como aglomeraciones fortificadas subordinadas a una mota o castillo de piedra. Estos castelnaux tienen la forma de un núcleo de hábitat densamente aglomerado, generalmente ubicado en sitios de alta defensa.
Hay varios tipos de planes: pueblo redondo como en Fourcès en Gers, pueblo-calle tendido sobre un promontorio como en Biran en Gers, pueblo en arcos concéntricos de círculos escalonados en terrazas y dominado por el castillo.
La disposición de un hábitat apretado dentro de un espacio cerrado excluye cualquier idea de espontaneidad. Se trata pues de fundaciones organizadas y planificadas.
Así, la creación de este burgo en torno a un castillo da como resultado un pueblo castral, es decir, un pueblo nacido de un castillo. La asociación del castillo y el burgo castral da una unidad que se denomina castelnau  en Gascuña y en Languedoc, término occitano que significa castillo nuevo.
Los castelnaus se originaron en aglomeraciones creadas por un señor en la dependencia de un castillo, para contrarrestar el movimiento de los sauvetés, localidades formadas alrededor de iglesias o abadías, y puestas bajo la autoridad del clero.
La aristocracia feudal también buscó reagrupar las poblaciones rurales para mejorar la productividad de la agricultura y capturar mejor los frutos del crecimiento.
El recinto de Castelnau también aparece como respuesta a la inseguridad generalizada que reinaba en el Sur durante este período.
Los señores feudales pudieron así remodelar el hábitat de acuerdo con sus intereses y darle la forma que correspondía a su visión jerárquica y militarizada de la sociedad.
Resultó, de hecho, que las preocupaciones de los señores coincidían con las aspiraciones de seguridad y desarrollo económico de los campesinos.
Las castelnaus se distinguen de las bastidas que son fundaciones integrales de un lugar baldío, una especie de operación inmobiliaria, cuya característica es la atestación de un acta de fundación y un fundador. Hay, sin embargo, algunos compromisos raros de bastidas encasteladas, o ciudades castrales, que son difíciles de distinguir en términos absolutos, que están en el centro de la fundación que queda del mercado.

## Toponimia
Muret, Mont-de-Marsan, Mugron, Pau, Roquefort fueron originalmente castelnaus.
El nombre de Castelnau se complementó con un nombre de feudo: Castelnau-Magnoac, Castelnau-Barbarens, etc.
Se puede, pues, todavía hoy deducir el origen de los pueblos por la presencia en su nombre de palabras como: castera en Castera-Verduzan, castel en Belcastel o Castelsarrazin o Castelnaudary, Castelnau-le-Lez, etc.